# Tocro pitnegre
El tocro pitnegre (Odontophorus leucolaemus) és una espècie d'ocell de la família dels odontofòrids (Odontophoridae) que habita la selva humida de Costa Rica i l'oest de Panamà.